# Bithia glirina
Bithia glirina är en tvåvingeart som först beskrevs av Camillo Rondani 1861.  Bithia glirina ingår i släktet Bithia och familjen parasitflugor. Inga underarter finns listade i Catalogue of Life.